# Ibis hadadà
L'ibis hadadà (Bostrychia hagedash) és una espècie d'ocell de la família dels tresquiornítids (Threskiornithidae) que habita zones humides de sabanes amb arbres o boscos clars de gairebé tota l'Àfrica subsahariana. Falta en gran part de Somàlia, Eritrea, Angola i Namíbia.